# إكس إي دوت كوم
إكس إي دوت كوم (بالإنجليزية: XE.com)‏ هي شركة كندية متخصصة في صرف العملات، ومقرها في مدينة نيوماركت.

## وصلات خارجية
- الموقع الرسمي